# PSX Extreme
PSX Extreme – polski miesięcznik o tematyce gier wideo, wydawany od 1997 roku przez wydawnictwo Grupa 69 w Katowicach, od czerwca 2011 roku przez Advertigo S.A., od lipca 2019 roku przez Idea Ahead z siedzibą w Warszawie, a od marca 2024 przez spółkę N3 Media, której właścicielem jest Paweł „Perez” Myśliwiec. W czasopiśmie ukazują się m.in. zapowiedzi i recenzje najnowszych gier i konsol, relacje z targów, imprez branżowych, felietony, testy sprzętu, strefa retro oraz rozbudowane materiały publicystyczne.

## Historia
W roku 1997 powstał debiutancki numer „PSX Extreme”. Założenia pierwszego numeru powstawały w miejscowości Karwia. Opracowywali je twórcy czasopisma – Sebastian Kajdan i Wojciech Oczko. Swoje założenia zaczęli realizować po powrocie do domu na Górnym Śląsku. Od samego początku czasopismo ma kilkunastu recenzentów, dziennikarzy i publicystów. W międzyczasie do portfolio wydawanych przez wydawnictwo Grupa 69 czasopism doszedł kwartalnik „Poradnik Extreme”.
Jak wskazuje nazwa na początku pismo zajmowało się jedynie grami na konsolę PlayStation. W wyniku przeprowadzonej wśród czytelników ankiety od numeru 43 z marca 2001 pismo zaczęło także pisać o innych konsolach. Od tego czasu na jego łamach goszczą recenzje/zapowiedzi/opisy gier m.in. na platformy Sony, Microsoftu i Nintendo.
W czerwcu roku 2011, dotychczasowy wydawca – Grupa 69 – sprzedał magazyn i markę nowemu wydawcy: spółce AD Music SA (od lipca 2012 roku znanej pod nazwą Advertigo S.A.), wydającej na polskim rynku m.in. miesięcznik Teraz Rock, co pozostało jednak bez wpływu na profil pisma. Z funkcji redaktora naczelnego zrezygnował wówczas pełniący funkcję przez wiele lat Przemysław Ścierski (Ściera), a zastąpił go dotychczasowy zastępca Grzegorz Drabik (Butcher). Od września 2016 roku redaktorem naczelnym jest Roger Żochowski.
Od lipca 2019 roku nowym wydawcą „PSX Extreme” zostało Idea Ahead, wydawca magazynu „Pixel” oraz organizator targów Pixel Heaven.
Od marca 2024 wydawcą jest spółka N3 Media, której właścicielem jest Paweł „Perez” Myśliwiec.
Pod szyldem nowego wydawcy redakcja rozwija linię pełnowymiarowych wydań specjalnych. Do tej pory ukazały się m.in. 140‑stronicowe PC Extreme, poświęcone historii komputerów osobistych, oraz album Silent Hill: Początki – części 1‑4 (116 stron, twarda oprawa), analizujący kulisy powstania pierwszych odsłon serii Silent Hill.
W standardowych numerach wprowadzono rozszerzony wariant magazynu – ośmiostronicowy dodatek Extreme Plus, zawierający publicystykę retro oraz sylwetki twórców.

## Redakcja i współpracownicy
Skład zespołu redakcyjnego (stan z kwietnia 2025):

### Zespół redakcyjny
- Roger Żochowski – redaktor naczelny
- Paweł „Perez” Myśliwiec – wydawca
- Konrad „SoQ” Adamczewski
- Kacper Adamus
- Bartosz „Zax” Dawidowski
- Norbert „Norby” Konieczny
- Marcin „Koso” Kosman
- Tomasz „HIV” Kozieł
- Łukasz „Dżujo” Kujawa
- Przemysław „M@jk” Małecki
- Maciej „Komodo” Marchewka
- Michał „Mazzi” Mazur
- Dariusz „Konsolite” Pasturczak
- Monika Pawlikowska
- Adam Piechota
- Piotr „Rozbo” Rozbicki
- Artur „Mutti” Salwarowski
- Artur „Sojer” Sojka
- Michał „Ural” Stępień
- Marcin „Myszaq” Teller
- Maciej „Kali” Żmuda-Adamski
- Roman Tobjasz – grafik
- Adam Bańkowski – rysunki

### Stali współpracownicy
- Igor Chrzanowski
- Łukasz Dziatkiewicz
- Krzysztof Grabarczyk
- Wojtek „Grucha” Gruszczyk
- Sebastian Kochaniec
- Kryspin „Rayos” Kras
- Michał „Kroolik” Król
- Krzysztof „NRGeek” Micielski
- Michał „Mielu” Mielcarek
- Dawid „Muszyn” Muszyński
- Kuba Sobek
- Michał Walkiewicz
- Maciej Zabłocki

### Dawni pracownicy
- Wojciech „Aju” Oczko – pierwszy redaktor naczelny
- Przemysław „Ściera” Ścierski – drugi redaktor naczelny
- Grzegorz „Butcher” Drabik - trzeci redaktor naczelny
- Andrzej „Loki” Błaszczyk
- Mateusz „Mati” Badecki
- Marcin „Sentinel" Grzelak
- Sebastian „Fenix” Kajdan
- Grzegorz „Majlo” Kurek
- Grzegorz „Esiek” Kuźnik
- Bartek „Kujot” Majowski
- Damian „Mashter” Matyasik
- Kamil „Amer” Niewczas
- Tomasz „Torba” Nowrot
- Łukasz „Lucek” Odziewa
- Bartek „Raq” Raczkowiak
- Tomasz „Star” Staroń
- Piotr „ACE” Starościk
- Łukasz „Loser” Szewczyk
- Mariusz „Bufi” Wawrzyk
- Michał „Playman” Wieśner